# Tarmo Reunanen
Tarmo Reunanen, född 1 mars 1998, är en finländsk professionell ishockeyback som är kontrakterad till New York Rangers i National Hockey League (NHL) och spelar för Hartford Wolf Pack i American Hockey League (AHL). Han har tidigare spelat för HC TPS; Lukko och HPK i Liiga och Tuto Hockey och Sapko i Mestis.
Reunanen draftades av New York Rangers i fjärde rundan i 2016 års draft som 94:e spelare totalt.

## Statistik
| 2016–2017     | HC TPS             | Liiga         | 2   | 0  | 0  | 0  | 0  | — | — | — | — | — |
|               | Tuto Hockey        | Mestis        | 42  | 0  | 9  | 9  | 54 | — | — | — | — | — |
| 2017–2018     | HC TPS             | Liiga         | 25  | 0  | 3  | 3  | 0  | — | — | — | — | — |
|               | Sapko              | Mestis        | 2   | 0  | 2  | 2  | 2  | — | — | — | — | — |
|               | Lukko              | Liiga         | 8   | 0  | 1  | 1  | 0  | — | — | — | — | — |
| 2018–2019     | Lukko              | Liiga         | 58  | 6  | 19 | 25 | 40 | 6 | 1 | 4 | 5 | 2 |
| 2019–2020     | Lukko              | Liiga         | 51  | 5  | 14 | 19 | 32 | — | — | — | — | — |
| 2020–2021     | New York Rangers   | NHL           | 1   | 0  | 1  | 1  | 0  | — | — | — | — | — |
|               | HPK                | Liiga         | 7   | 1  | 1  | 2  | 4  | — | — | — | — | — |
|               | Tuto Hockey        | Mestis        | 7   | 2  | 7  | 9  | 12 | — | — | — | — | — |
|               | Hartford Wolf Pack | AHL           | 8   | 2  | 3  | 5  | 0  | — | — | — | — | — |
| NHL totalt    | NHL totalt         | NHL totalt    | 1   | 0  | 1  | 1  | 0  | — | — | — | — | — |
| Liiga totalt  | Liiga totalt       | Liiga totalt  | 151 | 12 | 38 | 50 | 76 | 6 | 1 | 4 | 5 | 2 |
| Mestis totalt | Mestis totalt      | Mestis totalt | 51  | 2  | 18 | 20 | 68 | — | — | — | — | — |

### Internationellt
| Källa: Uppdaterad: 2021-03-16 | Källa: Uppdaterad: 2021-03-16 | Källa: Uppdaterad: 2021-03-16 |         | Utv = Utvisningsminuter | Utv = Utvisningsminuter | Utv = Utvisningsminuter | Utv = Utvisningsminuter | Utv = Utvisningsminuter |
| År                            | Lag                           | Mästerskap                    | Matcher | Mål                     | Assists                 | Poäng                   | Utv                     |                         |
| ----------------------------- | ----------------------------- | ----------------------------- | ------- | ----------------------- | ----------------------- | ----------------------- | ----------------------- | ----------------------- |
| 2015                          | Finland                       | Ivan Hlinka                   | 5       | 0                       | 1                       | 1                       | 6                       |                         |
| Junior totalt                 | Junior totalt                 | Junior totalt                 | 5       | 0                       | 1                       | 1                       | 6                       |                         |